# Mont Griggs
Le mont Griggs est un stratovolcan situé dans le Sud de l'Alaska, à 10 km de l'arc volcanique du mont Katmai.
Aucune éruption n'a été recensée dans les temps historiques mais de nombreuses fumeroles subsistent à son sommet et sur son flanc sud.
Le volcan porte le nom de Robert Fiske Griggs (en), un botaniste qui a exploré la région au début du XXe siècle.